# Château-Renault
Château-Renault – miejscowość i gmina we Francji, w Regionie Centralnym, w departamencie Indre i Loara.
Według danych na rok 1990 gminę zamieszkiwało 5787 osób, a gęstość zaludnienia wynosiła 1649 osób/km² (wśród 1842 gmin Regionu Centralnego Château-Renault plasuje się na 62. miejscu pod względem liczby ludności, natomiast pod względem powierzchni na miejscu 1403.).